# SIX2
La proteína Homeobox SIX2 es una proteína que en humanos está codificada por el gen SIX2.